# فتحي المسكيني
فتحي المسكيني (1961، بوسالم) هو فيلسوف ومترجم تونسي، له العديد من المؤلفات، يشغل منصب أستاذ تعليم عال في جامعة تونس. حصل على جائزة الشيخ زايد للكتاب في الترجمة عام 2013 عن ترجمته لكتاب الفيلسوف الألماني مارتن هيدغر (الكينونة والزمان).

## فكره
حصل على دكتوراه الدولة في الفلسفة، لكن قبل دخول مجال الفلسفة كان فتحي المسكيني شاعرًا، والذي كتبه منذ وقت مبكّر جدّا، في الثالثة عشرة من عمره. ولا زال يكتب الشعر بشكل مستمر، وإن كان لا يهتمّ بالنشر كثيرا. وجد في هيدغر استجابة إلى تطلّعاته، وتجربة الشعر وضعته في ورشة جبران بشكل مبكّر، فدخل ورشة نيتشه دون أن يدري، حسب تعبيره. فقرأ كتاب هكذا تكلم زرادشت وكتاب النبي في نفس الوقت، في الخامسة عشرة من العمر. وهذه أحداث خاصة وضعته على الطريق نحو هيدغر بشكل لم يستطع مقاومته. ويبرر سبب اهتمامه بالفكر الألماني: [بحاجة لمصدر]

## مؤلفات

### مؤلفات
- نقد العقل التأويلي، أو فلسفة الإله الأخير، 2005.[4]
- الهوية والزمان، تأويلات فينومينولوجية لمسألة النحن، 2001.[5]
- التفكير بعد هيدغر، أو كيف الخروج من العصر التأويلي للعقل؟، 2011 [6]
- فلسفة النوابت، 1997
- الهوية والحرية، نحو أنوار جديدة،2011 [7]
- الفيلسوف والإمبراطورية، في تنوير الإنسان الأخير، الناشر: المركز الثقافي العربي الدار البيضاء، 2005.[8]
- هيغل ونهاية الميتافيزيقا، 1997.
- الكوجيطو المجروح: أسئلة الهوية في الفلسفة المعاصرة، 2013 [9]
- الثورات العربية..سيرة غير ذاتية، 2013 [10]
- الدين والإمبراطورية: في تنوير الإنسان الأخير. 2015.[11]
- الهجرة إلى الإنسانية: 2016
- الإيمان الحر أو ما بعد الملة- مباحث في فلسفة الدين، الناشر: مؤمنون بلا حدود للدراسات والأبحاث، 2018.
- براقع التنين: أو كيف تصبح حاكمًا هوويًّا؟ مؤسسة هنداوي 2023.
- الجندر الحزين، مؤسسة هنداوي، 2023.
- فلسفة الأشياء الصغيرة، مؤسسة هنداوي، 2024.

### ترجمات
- في جنيالوجيا الأخلاق، نيتشه، المركز الوطني للترجمة بتونس، 2010 [12]
- الكينونة والزمان، هيدغر 2012 [13]
- الدين في حدود مجرد العقل، كانط،2012 [14]
- المثالية الألمانية 3 مجلدات، «بالاشتراك مع آخرين»، 2012 [15]
- نظرية الفعل التواصلي (المجلد الأول: عقلانية الفعل والعقلنة الاجتماعية). تأليف: يورغن هبرماس. 2020.
- نظرية الفعل التواصلي (المجلد الثاني: في نقد العقل الوظيفي). تأليف: يورغن هبرماس. 2020.[16]
- بيان ثان من أجل الفلسفة. تأليف: آلان باديو. 2021.[17]
- قلق الجندر: النسوية وتخريب الهوية. تأليف: جوديث بتلر. 2022.[18]
- آلان باديو على لسان آلان باديو. 2022.[19]